# BM Ciudad Encantada
Club Deportivo Básico Balonmano Ciudad Encantada (BM Ciudad Encantada) är en spansk handbollsklubb från Cuenca i den centrala regionen Kastilien-La Mancha, bildad 1989. Laget spelar i Liga Asobal, den högsta ligan i Spanien.

## Spelare i urval
- Richard Kappelin (2010–2012)
- Dawid Nilsson (2008–2010)
- Diego Pérez Marne (2008–2010)